# Leon Pruszanowski
Leon Pruszanowski (ur. 28 kwietnia 1896 w Ryni, zm. między 16 a 19 kwietnia 1940 w Katyniu) – major dyplomowany kawalerii Wojska Polskiego, ofiara zbrodni katyńskiej.

## Życiorys
Syn Wacława i Józefy z Erdmanów. Uczestnik I wojny światowej w szeregach armii rosyjskiej. Walczył w wojnie polsko-bolszewickiej w 2 pułku ułanów. Przedstawiony do odznaczenia Krzyżem Virtuti Militari. 19 maja 1919 został powołany na II kurs adiutantów sztabowych. 7 czerwca 1919 ukończył kurs i został skierowany do grupy generała Gustawa Zygadłowicza. 1 marca 1921 został zatwierdzony w stopniu porucznika kawalerii z „grupy byłych Korpusów Wschodnich i b. armii rosyjskiej”. 31 maja 1921 został przeniesiony do 21 pułku ułanów. W 1923 w stopniu porucznika ze starszeństwem z dniem 1 czerwca 1919 i 242 lokatą służył w 15 pułku ułanów.  Absolwent kursu kawaleryjskiego w Grudziądzu (1923).
6 stycznia 1923, w winiarni „Carlton”, przy placu Wolności w Poznaniu, Bilażewski obraził słownie grupę oficerów 15 pułku ułanów poznańskich, nazywając ich m.in. „koniokradami”. Miało to związek ze tajemniczą śmiercią jego starszego brata Tadeusza Bilażewskiego, podporucznika 15 p.uł., który według oficjalnej wersji popełnił samobójstwo 17 listopada 1920 w miejscowości Horodziej. Większość źródeł wiąże śmierć Tadeusza Bilażewskiego z rzekomym wykryciem przez niego afery dotyczącą malwersacji finansowych, m.in. handlu wojskowymi końmi, do jakich dochodziło w 15 pułku ułanów. Werbalna zaczepka Zdzisława Bilażewskiego doprowadziła do szamotaniny, w trakcie której, według niektórych źródeł trzykrotnie spoliczkowanyporucznik adiutant sztabowy Leon Pruszanowski wyciągnął rewolwer Nagant i oddał cztery strzały w kierunku Bilażewskiego, z których dwa były śmiertelne. Por. Pruszanowskiego i por. Janusza Kapuścińskiego zatrzymano, i postawiono przed sądem.
W poniedziałek 26 lutego 1923 roku rozpoczął się proces przed Wojskowym Sądem Okręgowym Nr VII w Poznaniu. Porucznik Pruszanowski został oskarżony o zabójstwo Zdzisława Bilażewskiego „w uniesieniu spowodowanym ciężką zniewagą”, natomiast porucznik Kapuściński o podżeganie do zabójstwa wołaniem „strzelaj, strzelaj”. Obrońcą obu oskarżonych był doktor Stanisław Szurlej, a oskarżycielem major Korpusu Sądowego Konstanty Lisowski, podprokurator Prokuratury przy Wojskowym Sądzie Okręgowym Nr VII. Rozprawie przewodniczył sędzia orzekający, podpułkownik KS doktor Adam Kiełbiński. Z zeznań złożonych przez kapitana Różalskiego wynika, że porucznik Bilażewski miał w przeszłości sprawę honorową z rotmistrzem 15 puł Jerzym Witalisem Kubickim. Świadek zeznał między innymi, że „zauważył u Bilażewskich żywiołową nienawiść do 15 pułku”.
3 maja 1926 został awansowany do stopnia rotmistrza ze starszeństwem z dniem 1 lipca 1925 i 37 lokatą w korpusie oficerów kawalerii. Na czele szwadronu 15 pułku ułanów wziął udział w przewrocie majowym po stronie wojsk rządowych. Pełnił rolę łącznika pomiędzy oddziałami stojącymi w Wilanowie i w okolicach Ożarowa. W 1928 był instruktorem wyszkolenia polowego a następnie od 1930 dowódcą 1 szwadronu szkolnego podchorążych rezerwy kawalerii w Centrum Wyszkolenia Kawalerii w Grudziądzu. 15 pułk ułanów pozostawał jego oddziałem macierzystym. 4 stycznia 1932 został powołany na Kurs Normalny w Wyższej Szkole Wojennej. 1 października 1933, po ukończeniu kursu i otrzymaniu tytułu naukowego oficera dyplomowanego, został przeniesiony do Brygady Kawalerii „Suwałki” na stanowisko oficera sztabu. W listopadzie 1934 został przesunięty na stanowisko szefa sztabu BK „Suwałki”. 27 czerwca 1935 został awansowany na stopień majora ze starszeństwem z dniem 1 stycznia 1935 i 3. lokatą w korpusie oficerów kawalerii, następnie mianowany III oficerem sztabu Inspektora Armii w Wilnie. W marcu 1939 był I zastępcą dowódcy (dublerem) 4 pułku ułanów. We wrześniu 1939 był oficerem Oddziału III Sztabu Armii „Prusy”.
Po agresji ZSRR na Polskę 17 września 1939 dostał się do sowieckiej niewoli. Według stanu z kwietnia 1940 był jeńcem obozu w Kozielsku. Między 15 a 17 kwietnia 1940 przekazany do dyspozycji naczelnika smoleńskiego obwodu NKWD – lista wywózkowa 029/1 poz 92, nr akt 311 z 13.04.1940. Został zamordowany między 16 a 19 kwietnia 1940 przez NKWD w lesie katyńskim. Nie został rozpoznany podczas ekshumacji prowadzonej przez Niemców w 1943.
21 lipca 1947 ukazało się w Dzienniku Polskim i Dzienniku Żołnierza – The Polish Daily ogłoszenie zamieszczone przez siostrę majora, Krystynę Pruszanowską, przebywającą wówczas w Schoonhoven – która poszukiwała informacji o Leonie Pruszanowskim.
Był żonaty z Marią Zofią z Żółtowskich, miał syna Olgierda.

## Ordery i odznaczenia
- Krzyż Walecznych (dwukrotnie)[25]
- Złoty Krzyż Zasługi (19 marca 1937)[26][27]
- Medal Niepodległości (23 grudnia 1933)[28]
- Medal Zwycięstwa[29]

## Upamiętnienie
- Minister obrony narodowej Aleksander Szczygło decyzją Nr 439/MON z 5 października 2007 awansował go pośmiertnie na stopnień podpułkownika. Awans zostały ogłoszone 9 listopada 2007, w Warszawie, w trakcie uroczystości „Katyń Pamiętamy – Uczcijmy Pamięć Bohaterów”.
- Krzyż Kampanii Wrześniowej – zbiorowe, pośmiertne odznaczenie pamiątkowe wszystkich ofiar zbrodni katyńskiej (1 stycznia 1986).
- Tablica pamiątkowa na pomniku w Górze Kalwarii[30].